# L'alferes Ro
"L'alferes Ro" (títol original en anglès "Ensign Ro")  és el tercer episodi de la cinquena temporada, de la sèrie de televisió de ciència-ficció estatunidenca Star Trek: La nova generació i el 103è de tota la sèrie. Es va emetre originalment el 7 d'octubre de 1991 en redifusió als Estats Units. L'episodi va ser escrit per Michael Piller. Fou dirigit per Les Landau.
Ambientada al segle XXIV, la sèrie segueix les aventures de la tripulació de la nau de la Flota Estel·lar de la Federació Enterprise-D sota el comandament del capità Jean-Luc Picard.

## Argument
"L'alferes Ro Laren es presenta segons les ordres, comandant" 
L'assentament de Solarion IV és destruït i els bajorans en reivindiquen la responsabilitat. El seu món natal, Bajor, va ser annexionat pels cardassians fa generacions, i els bajorans han estat refugiats des de llavors, i sembla que alguns d'ells utilitzen el terrorisme per cridar l'atenció de la Federació Unida de Planetes. El capità Picard es reuneix amb l'almirall Kennelly, que li diu que el bajorà responsable és un terrorista anomenat Orta. La missió de Picard és trobar Orta i enviar-lo de tornada als campaments d'assentament bajorans on pot fer menys mal. Kennelly assigna una persona controvertida per ajudar Picard: l'alferes Ro Laren, una bajorana la reputació de la qual és molt dolenta. Kennelly insisteix que pot ajudar i puja a bord de l' "Enterprise".
Malgrat una actitud difícil, Ro treballa amb la tripulació per localitzar Orta. Finalment, es dirigeixen a la tercera lluna Vallor I, on creuen que té la seva base. Mentrestant, Ro rep una comunicació secreta de l'almirall Kennelly i li diu que tot va exactament com havia predit. L'endemà, l'equip visitant es prepara per teletransportar-se, però descobreix que l'alferes Ro els havia anticipat teletransportant-se sis hores abans. La segueixen i són capturats immediatament per Orta i la seva gent. Orta, que va ser desfigurat per la tortura cardassiana, els diu que creia que era necessari segrestar-los i diu que els bajorans no eren responsables de l'atac.
Picard s'inclina a creure Orta, però confina Ro a unes estances per al seu teletransport no autoritzat. Guinan, que s'ha fet amiga de Ro, va a veure-la i, després d'assabentar-se de més coses del que sembla, convenç Ro de parlar amb Picard. Ro revela que està en una missió secreta de Kennelly per oferir a Orta armes de la Federació a canvi de tornar als campaments. Donades les seves experiències, ja no sap què fer ni en qui confiar. Picard decideix que el millor camí podria ser portar Orta de tornada als campaments i veure què passa. Tanmateix, mentre l' "Enterprise" escorta un creuer bajorà fins al campament, dues naus cardassianes creuen la frontera i exigeixen que l' "Enterprise" els deixi la nau. Picard inicialment s'hi nega, i els cardassians li donen una hora per reconsiderar-ho. Lluny d'ajudar, Kennelly insisteix que el tractat cardassià és el tema més important i ordena a Picard que es retiri.
Picard es retira i el creuer bajorà és destruït. Tanmateix, sospitant que podria ocórrer una cadena d'esdeveniments com aquesta, Picard s'havia assegurat que no hi havia ningú a bord i havia fet operar la nau de forma remota. Picard informa a Kennelly que les naus bajoranes són tan velles i obsoletes que van ser incapaces ni tan sols d'arribar a l'assentament de Solarion IV, i molt menys d'atacar-lo, i suggereix que els cardassians ho van organitzar tot, amb l'esperança de trobar algú com Kennelly, prou ingenu per ajudar-los a resoldre els seus problemes. Amb el misteri resolt i la missió complerta, Ro accepta l'oferta de Picard de romandre a la Flota Estel·lar i unir-se a la tripulació de l' "Enterprise".

## Repartiment i doblatge al català
La sèrie va ser doblada al català pels estudis Tramontana (primera part) i Soundtrack (segona part) i emesa a TV3 l’any 1991. Els dobladors de l'episodi foren:
| Personatge        | Actor/actriu    | Veu en català            |
| ----------------- | --------------- | ------------------------ |
| Jean-Luc Picard   | Patrick Stewart | Joan Crosas              |
| William Riker     | Jonathan Frakes | Antoni Forteza           |
| Data              | Brent Spinner   | Joaquim Sota             |
| Geordi La Forge   | LeVar Burton    | Aleix Estadella          |
| Worf              | Michael Dorn    | Enric Arquimbau          |
| Beverly Crusher   | Gates McFadden  | Aurora Garcia            |
| Deanna Troi       | Marina Sirtis   | Victòria Pagès           |
| Ro Laren          | Michelle Forbes | Teresa Manresa           |
| Almirall Kennelly | Cliff Potts     | Joan Antón Ramoneda      |
| Guinan            | Whoopi Goldberg | Montserrat García Sagués |
| Orta              | Jeff Hayenga    | Albert Socias            |
| Gul Dulak         | Framk Collison  | Francesc Figuerola       |
| Keeve Falor       | Scott Marlowe   | Domènec Farell           |
| Alferes Collins   | Harley Venton   | Francesc Figuerola       |
| Mot               | Ken Thorley     | Albert Socias            |

## Càsting i impacte
L'actriu Michelle Forbes va ser escollida per interpretar la problemàtica oficial de la Flota Estel·lar bajorana Ro Laren, que es convertiria en un personatge molt popular a La nova generació. Li van oferir papers principals tant a Star Trek: Deep Space Nine com a Star Trek: Voyager, i es van fer intents. per aconseguir un paper en aquestes sèries per al personatge de Ro Laren, però no va funcionar. Un impacte d'això va ser que el personatge Kira Nerys va ser creat com a substitut de Ro Laren a Star Trek: Deep Space Nine, interpretat per l'actriu Nana Visitor.

## Recepció
Keith DeCandido va qualificar "L'alferes Ro" a "tor.com" el 2012 com un molt bon episodi de "Star Trek: La nova generació", que funciona bé per si sol, però és encara més fort en retrospectiva i amb el coneixement que va establir les bases per a les sèries següents "Star Trek: Deep Space Nine" i "Star Trek: Voyager". DeCandido considerava els bajorans un poble interessant, precisament perquè el seu destí, malauradament, té nombrosos paral·lelismes en el món real. Ro Laren va ser una incorporació benvinguda a la tripulació, massa homogènia, de l'"Enterprise".
Variety va incloure "L'alferes Ro" com un dels 15 millors episodis de Star Trek: La nova generació.
The A.V. Club va donar a l'episodi una A− i va dir que el nou personatge Ro era "fantàstic".
El personatge d'alferes Ro va tenir un paper recurrent a la sèrie i va ser un personatge influent i popular per a la franquícia "Star Trek". A The Deep Space Nine Companion, es diu que Ro és una de les raons per les quals Bajor va ser escollit per a la nova sèrie derivada que aleshores es va convertir en Star Trek: Deep Space Nine. L'alferes Ro va inspirar el personatge de Kira en aquella sèrie quan l'actriu original no estava disponible.

## Llançament
El 22 d'octubre de 1996, aquest episodi i "Avatar de silici" es van publicar en LaserDisc als Estats Units.
L'episodi es va estrenar als Estats Units el 5 de novembre de 2002, com a part del conjunt de DVD de la temporada 5 de "Star Trek: La nova generació". El primer llançament en Blu-ray va ser als Estats Units el 18 de novembre de 2013, seguit del Regne Unit l'endemà.